# 艾布尔
艾布尔（法語：Aibre，法語發音：[ɛbʁ]）是法国杜省的一个市镇，位于该省东北部，和上索恩省接壤，属于蒙贝利亚尔区。

## 地理
艾布尔（47°33'4"N, 6°41'48"E）面积4.5 平方千米，位于法国勃艮第-弗朗什-孔泰大區杜省，该省份为法国东部内陆省份，北起上索恩省，西接汝拉省，东部及东南部与瑞士接壤，东北部与贝尔福地区省接壤。
与艾布尔接壤的市镇（或旧市镇、城区）包括：特雷曼、赖南、瑟蒙当、勒韦尔努瓦、代桑当、莱尔。

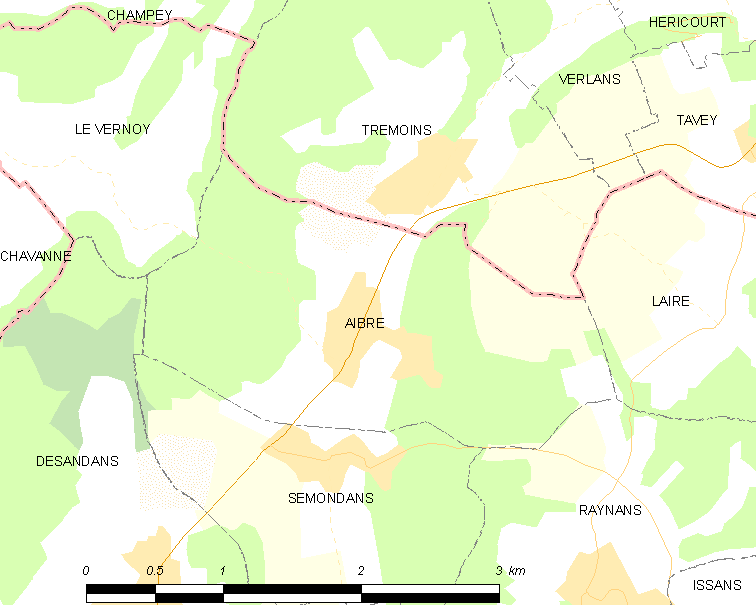
艾布尔的OSM定位图

艾布尔的时区为UTC+01:00、UTC+02:00（夏令时）。

## 行政
艾布尔的邮政编码为25750，INSEE市镇编码为25008。

## 政治
艾布尔所属的省级选区为巴旺县。

## 人口

1962-2008年间艾布尔人口变化图示

艾布尔于2022年1月1日时的人口数量为449人。